# Ђорђоне
Ђорђоне (рођен као Ђорђо Барбарели да Кастелфранко, итал. Giorgio Barbarelli da Castelfranco, Giorgione; 1477 — 1510) је био италијански сликар, један од најзначајнијих уметника високе ренесансе у Венецији. Ђорђоне је познат по мистично поетском квалитету својих дела. Топао тон и смисао за поезију у садржају слика откривају код Ђорђонеа духовни став сличан Леонардовом. Данас му се са сигурношћу може приписати само шест слика. Због оскудног опуса и мањка података о његовом идентитету и животу, Ђорђоне је једна од најмистериознијих фигура у историји европске уметности.
Године његовог рођења и смрти забележио је Ђорђо Вазари у делу „Животи славних сликара, вајара и архитеката“. Он му је дао надимак Ђорђоне по коме је данас познат. Ђорђоне или Зорзон значи „велики Ђорђе“, а по Вазарију то се односи на величину његове душе.
Сликарству се учио, заједно са Тицијаном, у радионици Ђованија Белинија. У родном Кастелфранку је радио фреске за кондотијера Констанца, а 1504. је тамо израдио олтарску слику Мадоне са дететом и свецима. Године 1505. вратио се у Венецију где је израдио бројне фреске на фасадама које се, са изузетком пар фрагмената, нису очувале до данас. Од штафелајног сликарства, приписују му се композиције: „Соломонов суд“, „Младић са стрелом“, „Мадона са Светим Антонијем и Роком“, „Јудита“, „Поклоњење пастира“, „Христос који носи крст“, „Концерт у природи“, „Три филозофа“, „Олуја“, „Уснула Венера“, неколико мушких портрета и других слика. Мали формати ових дела су последица тога што су рађена за приватне наручиоце. Ђорђоне је умро 1510. у Венецији од бубонске куге. Неке од његових слика довршили су други уметници, а његов манир сликања је често копиран. Веома је тешко разликовати Ђорђонеов стил од стила младог Тицијана. Све ово је допринело да је тешко извршити атрибуцију његових дела. Сматра се да је „Олуја“ једина слика коју је у потпуности израдио Ђорђоне.
У свом кратком животу Ђорђоне је израдио низ ремек дела која су обележила период процвата венецијанског ренесансног сликарства. Поред техничке вештине, ове слике се одликују поетском фантазијом и даром за одабир колорита. Био је први уметник који је сликао фигуре у пејзажу и жанр сцене без верске или историјске позадине. Богата симболика неких његових дела је необјашњива (Олуја, Три филозофа). Његова склоност усмерена је на истраживање човека и на уобличавање природе. Медитативно расположење, дубина осећања и битност зраче из његових представљања људи, а природа их одражава. Тиме је природа призната као вредност за себе, а не више само као декор. Она такође није предео душе, тј. израз унутрашњег живота представљених лица; штавише, људи и предео сада образују јединство, они су повезани светлошћу, с којом заједно постају израз тајанственог расположења. (Тако његово дело описује Ђина Пискел.)

## Каријера и дела
Чињенично знање о Ђорђонеовој каријери је оскудно и непоуздано, каталог његових дела непотпун и са доста нагађања. Први поуздани документ, из 1508. године, бележи уметниково неслагање у вези са накнадом за његов циклус фрески (отада у стању пропадања) на фасади Задужбине Тедески у Венецији. Године 1510, Изабела д’Есте се распитивала за „ноктурну”, слику коју је за собом оставио скоро преминули сликар из Кастелфранка, што се узима као доказ године његови смрти. Међутим, најважније информације је дао љубитељ уметности и колекционар Маркантонио Микел, који је петнаест година касније обишао збирке Венеције и Падове, и избројао 13 слика које је насликао „Ђорђо дел Кастелфранко”. Вазари је у другом издању своје књиге Животи (1568), описао веома брз уметнички развој Ђорђонеа: период самоуког сликара, затим ученика у радионици Ђованија Белинија, и на крају његово откриће Леонарда.
Скорији каталог Ђорђонеовог стваралаштва обухвата тек око двадесетак дела. У првој групи су Мојсијево искушење и дело мање извесног ауторства, Суђење Соломону (оба у Галерији Уфици, Фиренца). Поклон пастира, понекад називано Алендалеово рођење (Национална галерија у Вашингтону), је посебно важно дело чији је датум настанка тешко установити. Другу групу чине Дечак са флаутом (Палата двора Хемптон); Дечак са стрелом (Уметничко-историјски музеј, Беч); Бенсонова Света породица (Национална галерија у Вашингтону); и Поклон краљева (Национална галерија у Лондону), последње, без сумње довршено другом руком. Из око 1500. године је такозвана Лењинградска Ђудит (Ермитаж, Санкт Петерсбург), конзерваторском интервенцијом пренесена са дрвене плоче на платно 1838. године и приписивана Рафаелу до краја 19. века. Олтарна слика из 1504. године, Богородица са свецима Фрањом и Либерале, у катедрали Кастелфранко, Венето, завршава рану фазу Ђорђонеовог уметничког развоја. Из наредног периода су дела Лаура (датирана у 1506. годину; Уметничко-историјски музеј у Бечу); Портрет Алана (Академија у Венецији); Тројица филозофа (Уметничко-историјски музеј у Бечу); Богородица чита (Ашмолен музеј уметности и старина, Оксфорд); Портрет човека у љубичастој туници који стоји испред парапета са иницијалима „ВВ” (Државни музеј у Берлину); Уснула Венера (Галерија слика у Дрездену); и Концерт на ливади (Лувр, Париз). Фреске на фасади Задужбине Тедески у Венецији (рађене око 1508. г.) – познате преко гравира које је урадио Антонио Марија Цанети Млађи око 1760–71. године – означавају, чини се, почетак нове, монументалније фазе Ђорђонеовог сликарства. У две последње године живота, Ђорђоне се посветио делима: Аутопортрет (Музеј кнеза Антона Улриха, Брауншвајг), детаљ веће композиције познате преко гравира Венцела Холара из 1650. године; Двојица певача (Галерија Боргезе у Риму); Портрет старице која држи траку с натписом „Col tempo” (Академија у Венецији); и Христ и лопови (Школа ди Сан Роко, Венеција).

## Техника
Неки историчари уметности, као Роберто Лонги, уочавају утицај Емилијана у Ђорђонеовим раним делима. Њихова слаткоћа и формална равнотежа композиције, воде порекло из централне Италије. Пејзаж у ком су фигуре показује се осетљивијим и савитљивијим, а обриси фигура се омекшавају све док вредности тона боје не створе утисак коначног споја између фигура и пејзажа. Овај нови развој у Ђорђонеовом сликарству открива утицај Белинија, чијем је стилу Ђорђоне дао ново усмерење, а вероватно и утицај Леонарда. У олтарној слици у Кастелфранку, живост атмосфере, којом се сугерише трећа димензија без употребе перспективе, представља пренос Леонардовог сфумата у венецијански стил раскоша боје. Ова чудна визија је настала паралелно са новом техником. Наиме, према Вазарију, Ђорђоне је сликао директно наносећи боју на подлогу, без икаквог припремног цртежа. Његова палета је укључивала тамније црвене, златне окер-жуте, смеђе и нарочито блиставе беле којима је истицао вибрацију светлости на површини воде, тканини, или стаклу. Његова одважност је показала пут читавој венецијанској школи сликарства. Ове две тенденције Ђорђонеовог сликарства се преклапају у Концерту на ливади, где сваки елемент подржава једну меланхоличну проницљивост: блискост везе између женских актова и природе; складан континуитет између кривине кука и нагиба брда; музика, сумрак и пасторални амбијент. Овде је Ђорђоне спојио две велике теме модерног сликарства, женски акт и пејзаж. Његова рана смрт, у комбинацији са навиком која је превладавала у ренесансним радионицма, наиме, довршавања дела преминулих мајстора, учинила је проблем ауторства практично нерешивим у многим Ђорђоневим делима. Нема сумње да су Себастијано дел Пјомбо, Тицијан и Палма Векио, како су већ казивали рани хроничари, својеручно довршили Ђорђонева последња платна.